# Mayland
Mayland – wieś i civil parish w Anglii, w Esseksie, w dystrykcie Maldon. W 2011 civil parish liczyła 3855 mieszkańców.